# Gérard Mulliez
Gérard Paul Louis Marie-Joseph Mulliez (Roubaix, 13 maggio 1931) è un imprenditore e dirigente d'azienda francese, fondatore del gruppo Auchan, leader mondiale della grande distribuzione organizzata, e del Gruppo KIABI, che si occupa della vendita di abbigliamento e accessori.

## Biografia

### Gioventù
Figlio di Gérard Mulliez, dirigente nell'impresa tessile di famiglia Phildar, comincia i suoi studi presso il liceo Notre Dame des Dunes a Dunkerque. Da lì prosegue gli studi presso il collegio Jean-XXIII (ora collegio Saint-Rémi) di Roubaix, per poi continuare gli studi al Mayfield College in Inghilterra e completare la sua formazione presso l'Istituto tecnico di Roubaix. Nel 1954, entra nell'impresa familiare come caporeparto, fino al 1956, per diventare poi responsabile della produzione e infine direttore.

### Fondazione di Auchan
Alla fine degli anni 1950, parte per gli Stati Uniti per assistere ai seminari di Bernardo Trujillo sulle nuove formule commerciali che stanno prendendo piede in America settentrionale. Ispirandosi al modello Carrefour e del suo fondatore Marcel Fournier, Gérard Mulliez apre nel 1961 a Roubaix il suo primo supermercato in una vecchia fabbrica del gruppo Phildar, situata nella zona degli «Hauts Champs» in italiano "Campi Alti". Dalla crasi di queste 2 parole nasce l'origine del nome Auchan e del suo simbolo, l'uccellino campestre.
Visti gli inizi difficili ed i risultati poco incoraggianti, Gérard Mulliez decide di consigliarsi con Édouard Leclerc, (fondatore dei supermercati E.Leclerc) e scopre che è meglio vendere 100 piccoli prodotti con un margine di un centesimo, piuttosto che 10 con 10 centesimi di margine. Da quel momento parte con la politica del "mai più caro del meno caro" applicando questo principio con successo, soprattutto agli alcolici e al whisky, di cui rompe il monopolio dei prezzi. Da quel momento Auchan diventa il supermercato preferito dai consumatori di Roubaix.

### Associazione familiare Mulliez
Dopo il primo successo, seguono altre aperture nel nord della Francia e sulla spinta della rinnovata fiducia, Gérard Mulliez coinvolge la sua famiglia creando l'Associazione familiare Mulliez (AFM), di cui prende le redini. L'associazione acquisisce le quote di maggioranza di Auchan e delle società create dai membri della famiglia. Quest'autofinanziamento permette ad Auchan di diffondersi capillarmente sul territorio nazionale a partire dal 1971, e in campo internazionale dal 1981.
Attraverso l'AFM la famiglia esercita il controllo sulle seguenti società: 
- Groupe Adeo (85%): negozi di ferramenta, negozi di bricolage, tra cui Leroy Merlin
- Agapes: ristoranti (tra cui Flunch, Pizza Paï, Les 3 Brasseurs) e catering
- Alinéa (37%): negozi di mobili
- Aquarelle: moda femminile
- Auchan (84%): ipermercato- catena
- Boulanger (85%): negozi di elettronica
- Brice (100%): abbigliamento per uomo
- Cannelle: Lingerie
- Cultura: libri, CD / DVD, prodotti culturali. In realtà appartiene alla holding Sodival, che è di proprietà del genero di Mulliez Philippe Van der Wees
- Gruppo Decathlon (51%): rivenditore di articoli sportivi, negozi sportivi
- Groupe 3SI, (in precedenza: 3 Suisses International) (45%): società di vendita per corrispondenza
- In Extenso: scarpe e abbigliamento per donna
- Jules, (in precedenza: Camaïeu homme) (54%): abbigliamento per uomo
- Kiabi: abbigliamento
- La Vignery: negozio di vini
- MacoPharma: azienda farmaceutica
- Orsay: la moda
- Phildar (100%): negozi di tessuti, tessuti
- Pimkie: vestiti di giovani donne e ragazze, fino al 2022
- Norauto (10%): riparazioni auto
- Oney (in precedenza: Banque Accord): servizi finanziari, prestiti
- Saint Maclou (95%):
- Tape à l'oeil: moda
- Top Office: attrezzature per ufficio
- Young's: negozi di elettronica

A partire dal 1977 crea "L'azionariato dei collaboratori di Auchan", con la concessione di azioni della società al personale.
Gérard Mulliez ha guidato la presidenza del consiglio d'amministrazione del gruppo Auchan fino al 1996 prima di prendere quella di consiglio di sorveglianza. Nel 2001 fa votare il passaggio dai 70 ai 75 anni come età limite dei membri del consiglio di sorveglianza, preparando nel frattempo la sua successione. Il 6 giugno 2006 lascia la guida del gruppo a Vianney Mulliez, figlio del cugino, conservando tuttavia la carica di presidente del comitato strategico. Aveva lasciato precedentemente ad uno dei suoi nipoti, Thierry Mulliez, la presidenza dell'Associazione Familiare Mulliez.
Gérard Mulliez è decorato della Legion d'Onore, massima onorificenza della Repubblica Francese. Insieme a R.C. Whiteley ha collaborato alla stesura del libro La dinamica del cliente, (Maxima-Laurent du Mesnil editore, Parigi, 1994).

## Pubblicazioni
- La Dynamique du client, Richard Whiteley e Gérard Mulliez, libro intervista con Jean-Pierre Thiollet, Maxima, Parigi, 1994